# Diocese de Itabuna

Províncias Eclesiásticas da regional CNBB Nordeste III.

A Diocese de Itabuna (Dioecesis Itabunensis) é uma circunscrição eclesiástica da Igreja Católica Apostólica Romana localizada no estado brasileiro da Bahia e está sediada na cidade de Itabuna.. Pertece ao Regionadl Nordeste 3 da Conferência Nacional dos Bispos do Brasil (CNBB).
A diocese foi criada pela Bula Benignissimo Dei Consilio do Santo Padre São João Paulo II no dia 7 de novembro de 1978.
A Diocese é formada por 19 Municípios: Buerarema, São José da Vitória, Jussari, Arataca, Camacan, Pau Brasil, Santa Luzia, Una, Canavieiras, Mascote, Itabuna, Itapé, Ibicaraí, Floresta Azul, Santa Cruz da Vitória, Itaju do Colônia, Firmino Alves, Itororó e Potiraguá. É dividida em 04 regiões pastorais, sendo as Foranias: Norte (BR 415), Sul (Litoral BR101), Imaculada Conceição (centro) e São José (centro) São 35 paróquias, das quais 14, estão na sede.
A diocese inteira possui uma população de aproximadamente 498,333 mil habitantes. Atualmente estão ativos 41 padres do clero diocesano e religioso, sendo 35 padres seculares e 6 padres religiosos, 9 diáconos permanentes, 8 seminaristas maiores e 1 seminarista propedeuta.

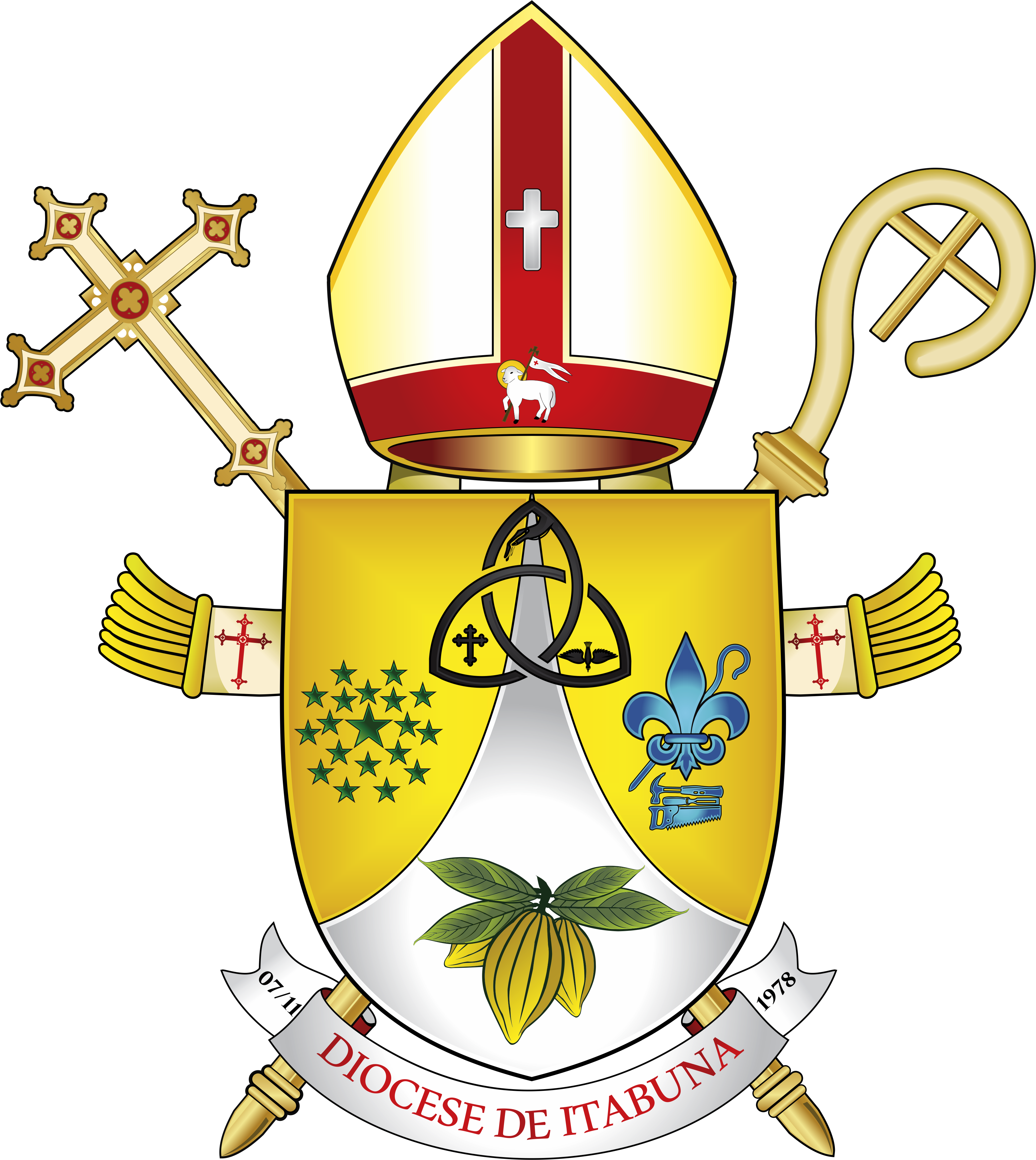
Brasão da Diocese de Itabuna.

## Bispos
|                          | Nome                                     | Período   | Notas                                     |
| Bispos                   | Bispos                                   | Bispos    | Bispos                                    |
| ------------------------ | ---------------------------------------- | --------- | ----------------------------------------- |
| 6°                       | Jailton de Oliveira Lino, P.S.D.P.       | 2025-     | Atual                                     |
| 5°                       | Carlos Alberto dos Santos                | 2017-2024 | Bispo emérito                             |
| 4º                       | Czeslaw Stanula, C.Ss.R.                 | 1997-2017 |                                           |
| 3º                       | Paulo Lopes de Faria                     | 1983-1995 | Nomeado Arcebispo-coadjutor de Diamantina |
| 2º                       | Eliseu Maria Gomes de Oliveira, O. Carm. | 1980-1983 |                                           |
| 1º                       | Homero Leite Meira                       | 1978-1980 | Nomeado Bispo de Irecê                    |
| Administrador apostólico |                                          |           |                                           |
|                          | Jailton de Oliveira Lino, P.S.D.P.       | 2024-2025 | Bispo de Teixeira de Freitas-Caravelas    |